# اعتلال الكلية بالمسكنات
اعتلال الكلية بالمسكنات هو إصابة في الكلية ناتجة عن مسكنات الألم مثل الأسبرين، والبوسيتين، والفيناسيتين والباراسيتامول. يشير المصلح عادة إلى التلف الناجم عن الاستخدام المفرط لمزيج من هذه الأدوية، خاصة عند احتواء المزيج على الفيناسيتين. يُستخدم المصطلح في بعض الأحيان لوصف التلف الكلوي الناجم عن الاستخدام الفردي لأي دواء مسكن للألم.
تشمل إصابات الكلى المحددة الناتجة عن مسكنات الألم كلًا من نخر الحليمات الكلوية والتهاب الكلية الخلالي المزمن. تنجم هاتان الحالتان عن انخفاض تدفق الدم إلى الكلى، والاستهلاك السريع لمضادات التأكسد والإجهاد التأكسدي اللاحق للكلى. قد يؤدي تلف الكلى هذا إلى حدوث فشل كلوي مزمن مترقي، ونتائج غير طبيعية لتحليل البول، وضغط الدم المرتفع وفقر الدم. قد يتطور الفشل الكلوي في مراحله النهائية لدى نسبة صغيرة من الأفراد المصابين باعتلال الكلية بالمسكنات.
اعتُبر اعتلال الكلية بالمسكنات فيما مضى أحد الأسباب الشائعة لتلف الكلى والمرض الكلوي في مراحله النهائية في أجزاء من أوروبا، وأستراليا والولايات المتحدة. في معظم المناطق، انخفضت نسبة حدوثه بشكل حاد منذ انخفاض استخدام الفيناسيتين في سبعينيات وثمانينيات القرن العشرين.

## لمحة تاريخية
تُعد مسكنات الألم أحد أصناف الأدوية المستخدمة على نطاق واسع في علاج الألم. تشمل المسكنات الأسبرين وغيره من الأدوية اللاستيرويدية المضادة للالتهاب (إن سيد)، بالإضافة إلى مضادات الحمى مثل الباراسيتامول (يُعرف باسم الأسيتامينوفين في الولايات المتحدة) والفيناسيتين. بعد ظهوره في أواخر القرن التاسع عشر، أصبح الفيناسيتين فيما مضى أحد المكونات الشائعة لمسكنات الألم المختلطة في أجزاء من أوروبا، وأستراليا والولايات المتحدة. تحتوي مسكنات الألم هذه على الأسبرين أو غيره من مضادات الالتهاب اللاستيرويدية ممزوجًا مع الفيناسيتين، أو الباراسيتامول أو الساليسيلاميد إلى جانب الكافيين أو الكودين.
في خمسينيات القرن الماضي، أبلغ سبولر وزولنغر عن وجود علاقة بين التلف الكلوي والاستخدام المزمن للفيناسيتين. أفادوا بتعرض مستخدمي الفيناسيتين بشكل مزمن إلى خطر تطوير عدد من إصابات الكلى المعينة، على وجه التحديد نخر الحليمات الكلوية والتهاب الكلية الخلالي المزمن. أُطلق على هذه الحالة مصطلح اعتلال الكلية بالمسكنات الذي نُسب إلى الفيناسيتين، على الرغم من عدم إثبات وجود دور مسبب حاسم. مع ذلك، مع استمرار ظهور التقارير حول ازدياد خطر الإصابة الكلوية مع استخدام الفيناسيتين المزمن والمفرط، حظرت دول عديدة استخدام الفيناسيتين ما بين ستينيات وثمانينيات القرن العشرين.
مع انخفاض استخدام الفيناسيتين، شهد انتشار اعتلال الكلية بالمسكنات انخفاضًا ملحوظًا كسبب للمرض الكلوي في مراحله الأخيرة. أظهرت البيانات من سويسرا، على سبيل المثال، انخفاض انتشار اعتلال الكلية بالمسكنات بين الأفراد المصابين بالمرض الكلوي في مراحله الأخيرة، إذ انخفضت النسبة من 28% في عام 1981 إلى 12% في عام 1990. أفادت دراسة تشريح الجثة في سويسرا أيضًا بانخفاض انتشار اعتلال الكلية بالمسكنات بين عامة السكان؛ إذ انخفض معدل الانتشار من 3% في عام 1980 إلى 0.2% في عام 2000.
بينما تثبت هذه البيانات التخلص الكامل من حدوث اعتلال الكلية بالمسكنات في بعض المناطق، تشهد مناطق أخرى بدورها استمرار حدوث هذه الحالة. على وجه التحديد، في بلجيكا، بلغ معدل انتشار اعتلال الكلية بالمسكنات بين الأشخاص الخاضعين لغسل الكلى 17.9% في عام 1984 و15.6% في عام 1990. يقترح ميشيلسن ودي شيبر أن اعتلال الكلية بالمسكنات بين الأفراد الخاضعين لغسيل الكلى في بلجيكا عائد إلى قبول بلجيكا لنسبة أعلى من كبار السن في غسيل الكلى، وليس ناتجًا عن مسكنات الألم الخالية من الفيناسيتين. وفقًا لهذين الباحثين، تعاني نسبة أكبر من اعتلال الكلية بالمسكنات بسبب النسبة المئوية الأكبر للأشخاص الخاضعين لغسيل الكلى ممن يستخدمون الفيناسيتين بشكل مزمن في بلجيكا.